# 团岛长波无线电台
36°03′30″N 120°17′27″E / 36.05833°N 120.29083°E
团岛长波无线电台，原称青岛无线电台、台西镇无线电信局，又称台西镇电报房、青岛海岸电台旧址，位于中国山东省青岛市市南区团岛三路16号，建于1921年，2010年主楼拆除仅剩附楼。附楼现为青岛航海展览馆。

## 历史
青岛原有建于德占时期的军用无线电台一处，位于信号山，日军占领青岛后沿用。1921年，日本陆军青岛守备军决定将信号山无线电台迁址，在团岛与台西镇附近新建无线电台。由于当时处于五四运动后、中日双方就山东问题谈判前夕的敏感时期，日军此举被认为有明显的政治和军事目的。就此，北洋政府外交部对日本驻华公使提出抗议、交涉，但未能奏效。
据守备军1921年3月9日呈送日本陆军省、外务省和递信省的文件，无线电台工程当时已接近完工。建成后的无线电台名为青岛无线电台，呼号JAN，设有1.2千瓦日制火花式发报机一部，波长600米，德律风根牌收信机一部，12千瓦发电机一部，及130米高天线铁塔3座。无线电台最初用于收发军事电报，1922年5月15日开始允许公众使用，为船只拍发气象信息。

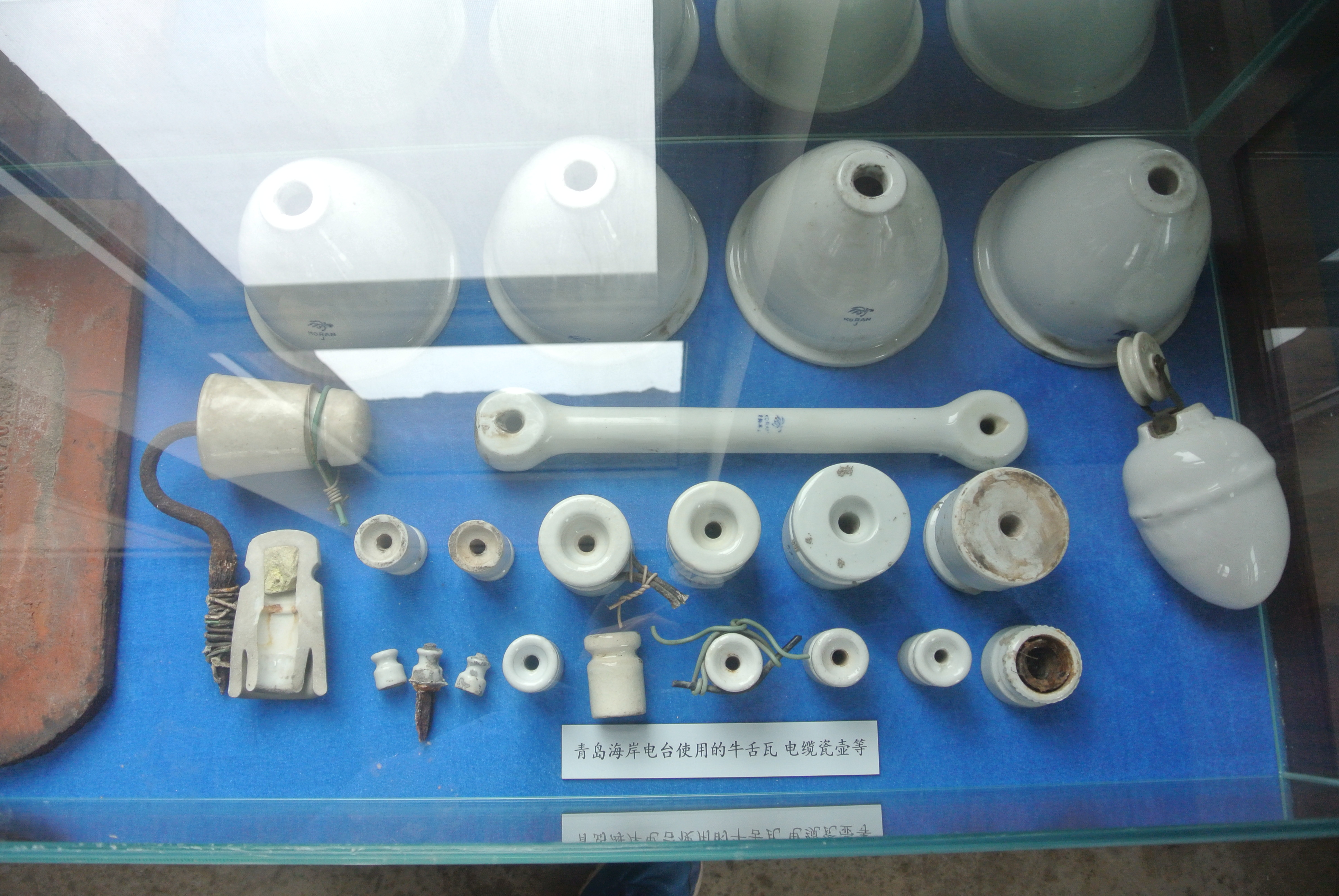
青岛航海展览馆内陈列的团岛电台电缆瓷壶与牛舌瓦

1922年12月，北洋政府交通部接收无线电台，但为此支付了巨额赎金，仅机房（不含设备）和职工宿舍便支付了3.47万元。该台接收后仍用于收发气象电报，每日拍发英文气象电报2次，但因民间使用者较少而收不抵支，需有线电报局补贴资金。1929年，该台由南京国民政府接收，同年8月，团岛无线电台与交通部、建设委员会各自所属的两座无线电台，合并为交通部青岛无线电总台。1935年6月，青岛无线电总台并入青岛电信局，收讯台迁入广西路皇家邮局旧址三楼，发讯台设于团岛无线电台。
1938年日军再次占领青岛后，无线发讯台隶属于华北电信电话股份有限公司（简称“华北电电”）青岛电报电话总局下属的青岛中央电报局，海岸电台则直属青岛电报电话总局。1942年，日本人将该台三座130米天线铁塔拆除用于制造军火，代之以50米木杆天线。1945年日本投降后，国民政府交通部于该年12月将青岛无线电机构一并划归青岛电信局管辖，并整修团岛发讯台，增设发讯机共9部，其中长波500瓦2部，短波1千瓦1部，100瓦1部，50瓦5部，另新设30千瓦发电机1台，后又增设报话两用发讯机4部。
1949年国军撤离、解放军接管青岛时，青岛各无线电设备未受损坏。1951年，为防备美军空袭，发讯机全部移入电台不远处的台西镇炮台旧址。团岛长波电台旧址1950年代初曾为电台警卫部队卫戍楼，后改为青岛市邮电局职工宿舍。至2000年代，该楼已年久失修，且接建大量违章建筑，被青岛市政府列入旧城改造范围内。2010年，因胶州湾海底隧道施工，团岛长波电台旧址主楼被拆除，仅余附楼。2019年7月11日中国航海日，八大峡街道、山东海事局、交通运输部北海航海保障中心青岛航标处联合建立的青岛航海展览馆在此开馆，免费向公众开放。

## 建筑特色
团岛长波无线电台主楼二层，附楼一层，建筑面积1610.4平方米，天线场地192931.2平方米。外立面结构较为简洁，墙基以花岗岩砌成，檐口以花岗岩条石勾边，门窗两侧以红砖装饰，山墙顶部攒尖，尖角处以石块砌成。

## 图集
- 团岛长波无线电台旧址附楼，2017年8月
- 团岛长波无线电台旧址附楼（青岛航海展览馆）院门，2020年1月
- 团岛长波无线电台旧址附楼近景
- 团岛长波无线电台旧址附楼侧面
- 展览馆内景
- 展览馆内景